# Alquerubim
Alquerubim ist eine Freguesia (Gemeinde) des Kreises Albergaria-a-Velha. Sie ist 15,4 km² groß und hat 2233 Einwohner (Stand 19. April 2021).